# Бернем (Новая Зеландия)
Бе́рнем (англ. Burnham), известный как база Бернем — тауншип, крупнейшая военная база на Южном острове Новой Зеландии. Расположен в 28 километрах к югу от Крайстчерча на Кентерберийской равнине, неподалёку от Дансандела. Бернем получил своё название от лесопарковой зоны Бернем-Бичес в графстве Бакингемшир, Великобритания.

## Подразделения, размещённые на базе
На базе в разное время размещались разные подразделения армии Новой Зеландии. Здесь базировались: 3-я оперативно-тактическая группа войск, штаб сил оперативного реагирования, штаб 3-й группы армий. В 2011 году 3-я группа армий была расформирована, и вместо неё здесь разместилась развёртываемая наземная объединённая оперативная группа (DJTFHQ-L).
По состоянию на конец 2012 года в гарнизоне Бернем размещались:
- 2/1-й батальон Королевского новозеландского пехотного полка[англ.] (лёгкая пехота)
- Королевы Александры мотострелковые войска[англ.] (Королевские новозеландские бронетанковые войска[англ.])
- 39-я миномётная батарея Королевской новозеландской артиллерии[англ.]
- 3-й полевой полк (2-й инженерный полк[англ.])
- 3-я группа сил быстрого реагирования (2-й инженерный полк[англ.])
- 3-й сигнальный батальон Королевских новозеландских войск связи[англ.]
- 3-й батальон тылового обеспечения войск (Королевский новозеландский полк тылового обеспечения[англ.])
- 3-й отряд военной полиции (Корпус королевской новозеландской военной полиции[англ.])
- Центр медицинского обслуживания (2HSB)
- Учебный центр боевой подготовки с элементами приключения и риска для жизни
- 3-й региональная учебная часть
- Медицинская школа (2HSB)
- Военный оркестр
- Медицинская школа объединённых вооружённых сил

### Медицинская подготовка
Медицинская подготовка всех медиков Вооружённых сил Новой Зеландии проводится в Бернеме, в медицинской школе объединённых вооружённых сил. После обучения (3-х месячные курсы) медики армии и военно-воздушных сил перед возвращением к своим местам дислокации проходят 12 недельную стажировку в гражданских клиниках и госпиталях. Военно-морские медики отправляются на базу Девонпорт, где проходят стажировку в военно-морском госпитале, обслуживающем моряков и гражданских лиц.

### Курсанты
В Бернеме находится южный штаб Новозеландских кадетских формирований. Они делятся на: военно-воздушный тренировочный корпус, кадетский корпус и морской кадетский корпус.